# 島原市立三会小学校
島原市立三会小学校（しまばらしりつみえしょうがっこう, Shimabara City Mie Elementary School）は長崎県島原市中原町にある公立小学校。

## 概要
歴史
1878年（明治11年）に開校した「木崎小学校」を前身とする。2013年（平成25年）に創立135周年を迎えた。
校章
デザインはPTA会長の松尾旭明による。三会から「三」とカタカナの「エ」から構成され、中央に「小」の文字が置かれている。
校歌
作詞は大隅真一、作曲は佐々木寿賀による。歌詞は2番まであり、両番に校名の「三会小学校」が登場する。
分校

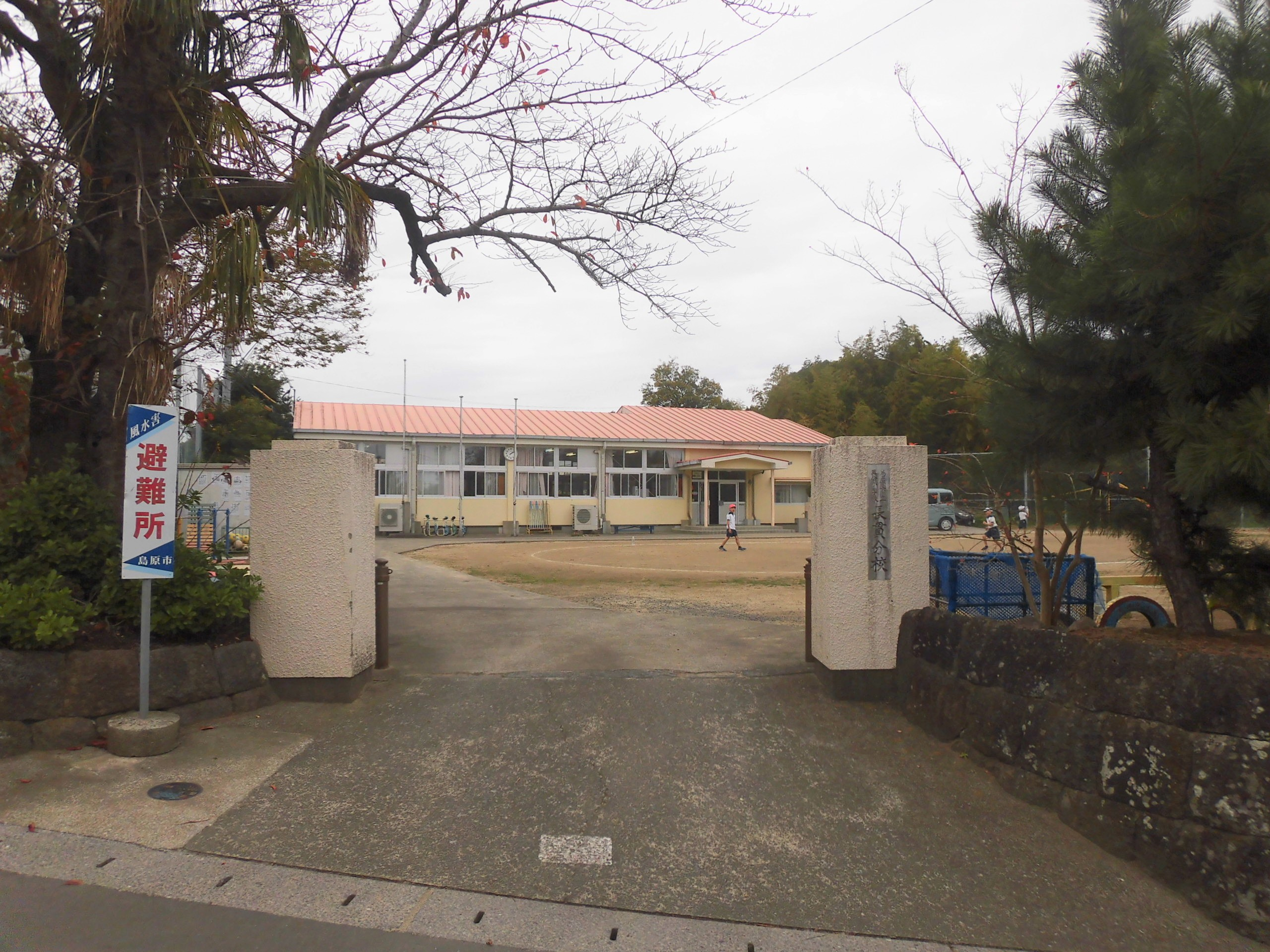
長貫分校

- 「長貫分校」（ながぬき） - 〒855-0022　島原市長貫町丙1902番地（北緯32度48分46.8秒 東経130度19分27.7秒 / 北緯32.813000度 東経130.324361度）

校区
住所表記で島原市の後に「稗田町、出平町、広高野町、出の川町、下宮町、大手原町、御手水町、三会町、亀の甲町、中原町、津吹町、長貫町、油堀町、寺中町、原口町、中野町、洗切町、礫石原町」が続く地区。
広高野町、長貫町、油堀町、礫石原町に関しては1・2年生が長貫分校に通学し、3～6年生は本校に通学。
中学校区は島原市立三会中学校。

## 沿革
前史
- 1875年（明治8年）
  - 5月10日 -「第五大学区第三中学区寺中小学校」が開校。生徒は男子16名、女子4名。
  - 12月 - 中原分校が設置される。

正史
- 1878年（明治11年）- 木崎に移転し「木崎小学校」に改称。
- 1886年（明治19年）9月 - 小学校令が施行され、尋常科（修業年限4年）を設置の上「尋常木崎小学校」に改称。島原村に長崎県第八高等小学校が設置される。
- 1889年（明治22年）4月1日 - 町村制が施行される。これにより三会村立の小学校となる。
- 1890年（明治23年）- 長崎県第八高等小学校が廃止される。
- 1892年（明治25年）- 島原村・島原町・湊町・杉谷村・三会村・大三東村・山田村・深江村・安中村で学校組合を組織し、島原高等小学校（修業年限4年）を設置。
- 1893年（明治26年）4月 - 児童数の増加により、校舎を増築した上で尋常木崎小学校を「三会尋常小学校」に改称。新たに寺中尋常小学校が設置される。
- 1901年（明治34年）7月 - 本校を原から園田に移転。寺中尋常小学校を統合し、寺中分教場とする。
- 1908年（明治41年）- 小学校令の改正により、義務教育期間が尋常科4年から尋常科6年に延長される。
  - 3月31日 - 三会村が島原高等小学校を運営する町村組合から脱退。
  - 4月1日 - 尋常科5・6年を新設。高等科（修業年限2年）を併置した上で「三会尋常高等小学校」に改称（尋常科6年・高等科2年）。
- 1916年（大正5年）4月1日 - 長貫分教場を設置。
- 1935年（昭和10年）3月 - 木造新校舎（6教室）が完成。
- 1941年（昭和16年）4月1日 - 国民学校令により、「三会村国民学校」に改称。従来の尋常科を初等科に改称（初等科6年・高等科2年）。
- 1947年（昭和22年）4月1日 - 学制改革（六・三制の実施）が行われる。
  - 国民学校の初等科が改組され、「三会村立三会小学校」となる。長貫分教場を長貫分校とする。
  - 国民学校の高等科が青年学校の普通科と統合され、新制中学校三会村立三会中学校が発足。校舎が完成するまでの間小学校に併設される。
- 1955年（昭和30年）
  - 3月 - 4教室を増築。
  - 4月1日 - 三会村が島原市に編入され「島原市立三会小学校」（現校名）に改称。
- 1963年（昭和38年）10月 - 長貫分校の校地を拡張。
- 1964年（昭和39年）11月 - 運動場を拡張。
- 1965年（昭和40年）
  - 6月 - 鉄筋コンクリート造3階建ての北校舎が完成。本校での完全給食を開始。
  - 7月 - 長貫分校での完全給食を開始。
- 1973年（昭和48年）5月 - 体育館が完成。
- 1974年（昭和49年）8月 - プールが完成。
- 1976年（昭和51年）
  - 11月 - 土俵が完成。
  - 12月 - 長貫分校の校舎を改築。
- 1977年（昭和52年）12月 - 創立100周年記念式典を挙行。
- 1980年（昭和55年）3月 - 鉄筋コンクリート造3階建ての南校舎が完成。
- 1989年（平成元年）8月 - コンピュータを1台設置。
- 1990年（平成2年）
  - 8月 - 大分県豊後高田市の市立小学校2校（草地小学校・呉崎小学校）と兄弟校締結。
  - 11月17日 - 雲仙岳が198年ぶりに噴火活動を開始。
- 1991年（平成3年）
  - 6月3日 - 雲仙岳において大規模火砕流が発生。
  - 7月 - 普賢岳の噴火により、窓の開放が困難になったため、全教室に空調（エアコン）を完備。
- 1996年（平成8年）
  - 8月 - 児童用コンピュータを数台設置。
  - 10月 - 長貫分校創立80周年記念式典を挙行。
- 2002年（平成14年）4月 - 完全学校週5日制が開始。

## 交通アクセス
本校
最寄りの鉄道駅
- 島原鉄道 島原鉄道線 「三会駅」

最寄りのバス停
- 島鉄バス 島原市内線 「三会小学校前」バス停

最寄りの国道・県道
- 国道251号（島原街道・がまだすロード）
- 長崎県道202号野田島原線

長貫分校
最寄りのバス停
- 島鉄バス 島原市内線 「大杉神社前」バス停

最寄りの県道
- 長崎県道58号愛野島原線

## 周辺
本校
- 島原市三会公民館
- 島原市立三会中学校
- おさなご園
- 中原神社
- 三会郵便局
- JA島原三会支店

長貫分校
- 島原市立三会保育園
- 一本松公民館